# نووبایکی‌یوو
نووبایکی‌یوو (انگلیسی: Novobaykiyevo) یک شهرک در شهرستان شارانسکی استان باشقیرستان کشور روسیه است.